# Guams fodboldlandshold
Guams fodboldlandshold er det nationale fodboldhold på Guam. Det administreres af Guam Football Association og spiller sine hjemmekampe på Guam National Football Stadium i Hagåtña. Holdet blev oprettet i 1975 og blev medlem af FIFA i 1996. Resultatmæssigt er det blandt verdens svageste FIFA-registrerede landshold. Det fik sin første og hidtigt eneste sejr den 11. august 2009, da det besejrede Mongoliet 1-0 på hjemmbane.

## Resultater ved VM
- 1930-1998: Deltog ikke i kvalifikationen.
- 2002: Kvalificerede sig ikke.
- 2006-2010: Træk sig fra kvalifikationen